# Listas de selos de Portugal - República - 2000-2009
A categoria Portugal - República inclui todas as emissões comemorativas de Portugal no período da República, ou seja, depois de 1910. Este artigo de catálogo contém todos os selos desde 2000 à actualidade.
| 2000 - Selo 2000 Anos do Nascimento de Cristo - Selo O Século XX em Selos - Selo Aves de Portugal - 1.º grupo - Selo Presidência Portuguesa do Conselho da União Europeia - Selo 500 Anos da Descoberta do Brasil - Selo EUROPA 2000 - Selo Visita a Portugal de Sua Santidade o Papa João Paulo II - Selo 100 Anos da União Ciclista Internacional - Selo Doces Conventuais - 2.º grupo - Selo Dia do Pescador - Selo Pavilhão de Portugal na Feira de Hannover - Selo 25 Anos da Abertura da Assembleia Constituinte - Selo Pesca do Bacalhau - Selo Plantas da Floresta - Laurissilva da Madeira - Selo 100 Amos da Morte de Eça de Queiroz - Selo Inauguração do Aeroporto da Madeira - Selo Jogos Olímpicos de Sydney - Selo O Snoopy nos Correios - Selo O Correio por Bóias e por Zepelins nos Açores - Selo 125 Amos da Sociedade de Geografia de Lisboa 2001 - Selo Vultos da História e da Cultura Portuguesa - Selo Campeonato do Mundo de Atletismo de Pista Coberta - Selo Aves de Portugal - 2.º grupo - Selo A Herança Árabe em Portugal - Selo Selar o Futuro Preservar o Ambiente - Selo 100 Anos da Sociedade Nacional de Belas Artes - Selo 25 Anos da Constituição da República Portuguesa - Selo EUROPA 2001 - Água, Riqueza Natural - Selo Parabéns - Selo Porto - Capital Europeia da Cultura - Selo Angra do Heroísmo - Património da Humanidade - Selo 150 Anos do Museu Militar - Selo Animais do Zoo de Lisboa - Selo Paisagens e Tradições Madeirenses - Selo Fórum Europeu de Lions - Selo Pelourinhos de Portugal - Selo 2001 - Ano das Nações Unidas para o Diálogo entre Civilizações - Selo 100 Anos do Nascimento de Walt Disney - Selo 200 Anos das Guardas em Portugal - Selo Barcos Históricos 2002 - Selo 500 Anos do Nascimento de Damião de Góis - Selo Aves de Portugal - 3.º grupo - Selo 500 Anos do Nascimento de Pedro Nunes - Selo UPAEP-Juventude, Educação, Alfabetismo - Selo Astronomia - Selo 200 Anos do Grande Oriente Lusitano - Selo EUROPA 2002 - O Circo - Selo Flores dos Açores - Selo 50 Anos da Força Aérea Portuguesa - Selo Moinhos de Vento - Açores - Selo Desporto - Selo WWF - Aves da Madeira - Selo XIII Congresso Mundial de Economia - Selo 150 Anos do Ministério das Obras Públicas, Transportes e Habitação - Selo 150 Anos do Ensino Técnico em Portugal - Selo Ano das Nações Unidas para o Património Cultural 2003 - Selo 200 Anos do Colégio Militar - Selo Aves de Portugal (4º grupo) - Selo 2003 Ano Europeu das Pessoas com Deficiência - Selo 150 Anos do Primeiro Selo Português - Selo Orquídeas - Selo Europa 2003 - A Arte do Cartaz - Selo História da Advocacia em Portugal - Selo 150 Anos do Primeiro Selo Português (Viseu) - Selo Euro 2004 - Selo Património dos Açores - Selo 100 Anos do Automóvel Club de Portugal (ACP) - Selo 50 Anos da Fundação Ricardo Espírito Santo - Selo 150 Anos Primeiro Selo Português (Faro) - Selo Museus da Madeira - Selo Experimenta. Design - Selo Chafarizes de Portugal-UPAEP - Selo 150 Anos Primeiro Selo Português (Porto) - Selo História do Vidro em Portugal - Selo A Farmácia e o Medicamento - Selo Design - Selo UEFA - Euro 2004 - Selo 150 Anos Primeiro Selo Português 2004 - Selo UEFA - Euro 2004 (mascote) - Selo 400 Anos do Nascimento de D. João IV - Selo Oceanário de Lisboa - Selo UEFA - Euro2004 - A Bola Oficial de Jogo - Selo UEFA - Euro2004 - Selecções Participantes - Selo Aves de Portugal - 5.º grupo - Selo UEFA Euro2004 - Cidades Anfitriãs - Selo 30 Anos do 25 de Abril de 1974 - Selo UEFA Euro2004 - Estádios - Selo União Europeia - Selo EUROPA 2004 - Férias - Selo 100 Anos da 1.ª Linha Telefónica Lisboa-Porto - Selo A Herança Judaica em Portugal - Selo As Ilhas Selvagens (Madeira) - Selo UEFA Euro2004 - Troféu da Final - Selo 50 Anos da Federação Portuguesa de Filatelia - Selo WWF - Espadim (Açores) - Selo 50 Anos da UEFA - O Passado e o Presente - Selo Jogos Olímpicos e Paralímpicos de Atenas 2004 - Selo 100 Anos do Nascimento de Pedro Homem de Melo - Selo Inauguração do Museu da Presidência da República - Selo Banda Desenhada - Selo Viticultura Portuguesa - Selo Moda Portuguesa - Selo Natal 2004 2005 - Selo Transportes e Comunicação: Transportes Públicos - Selo Aldeias Históricas - Selo 150 Anos do Pintor José Malhoa - Selo EUROPA 2005 - Gastronomia - Selo Caricaturistas Portugueses - Selo Região de Turismo - Açores - Selo Centenário de Rotary Internacional - Selo Centenário do Museu Nacional dos Coches - Selo Património Cultural do Período Filipino - Selo Faro - Capital Nacional da Cultura - Selo Região de Turismo - Continente - Selo Região de Turismo - Madeira - Selo Organização das Nações Unidas - Selo Protecção da Natureza - Ambiente - Selo O Sol - Selo Comunicação Social - Selo Fundação Serralves - Selo Aldeias Piscatórias - Selo 250 Anos do Terramoto de 1755 - Selo A Modernização da Marinha de Guerra - Selo Homenagem a Álvaro Cunhal - Selo Centenário de Grandes Clubes de Futebol 2006 - Selo Todas as Ocasiões - Selo Flores da Madeira - Selo Água - Selo 500 Anos do Nascimento de S. Francisco Xavier - Selo Vultos da História e da Cultura - Selo EUROPA 2006 - Integração das Minorias vistas pelos Jovens - Selo Campeonato da Europa de Sub-21 - UEFA - Portugal 2006 - Selo Mozart - Selo Campeonato do Mundo de Futebol - Selo Ano Internacional dos Desertos e Desertificação - Selo A Herança Romana em Portugal - Selo Vinho da Madeira - Selo 10 Anos da CPLP - Selo 50 Anos da Fundação Calouste Gulbenkian - Selo Fontes Hidrotermais - Selo Arquitectura Contemporânea Portuguesa - Selo 50 Anos da 1.ª Emissão da Televisão em Portugal - Selo 250 Anos da Região Demarcada do Douro - Selo O Vinho do Pico - Selo Pontes Fronteiriças - Selo Peixes da Costa Portuguesa - Selo Correio Escolar - Selo 1856 Início do Caminho de Ferro em Portugal - Selo 500 Anos da Chegada dos Portugueses a Ceilão 2007 - Selo Em Busca da Lisboa Árabe - Selo Trajes Regionais Portugueses - Selo Grandes Artistas Portugueses - Cargaleiro (1.ª série) - Selo 200 Anos dos Tribunais de Contas na Europa - Selo 50 Anos da Assinatura do Tratado de Roma - Selo Fauna Marinha (Madeira) - Selo Barragens - Selo EUROPA 2007 - 100 Anos do Escutismo - Selo Moinhos de Vento (Açores) - Selo Arquitectura Contemporânea Portuguesa (2.º grupo) - Selo Tapada de Mafra - Selo Engenhos de Cana-de-Açúcar (Madeira) - Selo Presidência Portuguesa do Conselho da União Europeia - Selo Motos - Selo Maravilhas de Portugal - Selo Campeonato do Mundo de Classes Olímpicas de Vela - Selo Colecção Berardo - Selo Emissão conjunta com o Peru - Selo Vultos da História e da Cultura - Selo Grandes Artistas Portugueses - Nadir Afonso (2.ª série) - Selo Emissão conjunta com Marrocos - Selo 50 Anos da Erupção do Vulcão dos Capelinhos (Açores) - Selo Homenagem à Selecção Portuguesa de Rugby - Selo República Portuguesa - Símbolos - Selo Correio Escolar - Selo Emissão conjunta com o Irão - Selo Evocação do Sector Corticeiro 2008 - Selo Lisboa Dakar 2008 - Selo 200 Anos da Chegada da Família Real Portuguesa ao Brasil - Selo Faróis de Portugal - Selo Infertilidade - Selo O Desenho Infantil e a Escola - Selo Eventos Desportivos em Portugal (1.ª série) - Selo Ano Internacional do Planeta Terra - Selo Europa 2008 - Cartas - Selo Eventos Desportivos em Portugal (2.ª série) - Selo A Epopeia do Azeite - Selo Priôlo - Açores - Selo O Design Português e a Exportação - Selo Vultos da Cultura - Selo Ano Polar Internacional - Selo Jogos Olímpicos 2008 - China - Selo 500 Anos da Cidade do Funchal - Madeira - Selo 100 Anos da CUF - Selo 50 Anos do Circuito da Boavista - Selo Portugal 2010 - Selo Correio Escolar - Selo Pontes e Obras de Arte - Selo Ano Europeu do Diálogo Intercultural - Selo Campeonato Europeu de Futebol 2008 | - Ceres - Lusíadas - Caravela - Cavaleiro / D.Dinis - Paisagens e Monumentos - Instrumentos de trabalho - Arquitectura popular portuguesa - Navegadores portugueses - Profissões e personagens do século XIX - Aves de Portugal - Máscaras de Portugal - Transportes Públicos Urbanos |